# Szamoslukácsi
Szamoslukácsi falu Romániában, Máramaros megyében.

## Fekvése
Máramaros megyében, Nagysomkúttól nyugatra, Dánfalva és Nagynyíres között fekvő település.

## Története
Szamoslukácsit már 1403-ban említették az oklevelek, Lucachfalva néven. 1475-ben pedig Lukaczfalwa alakban írták nevét a korabeli oklevelek.
A falu a kővári uradalomhoz tartozott, majd a 18. században a gróf Teleki család kapta meg.
A 20. század elején is Teleki László Gyula a főbb birtokosa.
A település határában van Lukácsfalvi tanya is, melynek az 1900-as évek elején 89 lakosa volt.
A település neve a 20. század elejéig Lukácsfalu volt. Akkor változtatták át nevét Szamoslukácsira.
A falu a trianoni békeszerződés előtt Szatmár vármegye nagysomkúti járásához tartozott.